# Jesús de Buntu Burake
El Jesús de Buntu Burake (indonesi: Patung Yesus Buntu Burake) és una estàtua de Jesucrist a Makale, a la regència de Tana Toraja, a Sulawesi del Sud, Indonèsia. Amb 40 metres d'alçada, és la segona escultura més alta del món de Jesús. Està en la part superior del turó de Buntu Burake, aproximadament a uns 1.100 metres sobre el nivell del mar.
La construcció de l'estàtua es va començar el 2013. Es va traslladar peça a peça des de Yogyakarta. La inauguració oficial va ser l'agost del 2015.